# Siro Contri
Siro Contri, anagraficamente Luigi Sirio Contri (Cazzano di Tramigna, 27 maggio 1898 – Pegli, 1969), è stato un filosofo e storico della filosofia italiano cattolico allievo di Giuseppe Zamboni. Elaborò una minuziosa critica al pensiero logico di Hegel, di cui mise in rilievo le incongruenze gnoseologiche e metodologiche che portano all'errata concezione hegeliana della realtà come vita dell'idea. Rovesciando l'immanentismo hegeliano, Contri scoprì un mondo di realtà sviluppando una concezione della filosofia della storia che denominò storiosofia.

## Biografia
Nacque a Cazzano di Tramigna (Verona) il 27 maggio 1898; fu alunno del Collegio Don Mazza di Verona riservato a studenti indigenti dotati e meritevoli, si diplomò allo storico Liceo classico Scipione Maffei.
Nel 1917 partecipò alla prima guerra mondiale e cadde prigioniero nel 1918 e trattenuto a Dunaszerdahely nella attuale Slovacchia.
Nel 1921 si laureò a Padova in Filosofia.
Nel 1923 entrò nella redazione del quotidiano di Bologna L'Avvenire d'Italia. Fu discepolo fervente di Giuseppe Zamboni, di cui accolse e sostenne la dottrina della gnoseologia pura. In alcune occasioni il Contri si descrisse come elaboratore in contemporanea al suo maestro Zamboni di alcune teorie, collegate all’estetica ma non solo. Insegnò storia e filosofia al Liceo classico S. Luigi di Bologna dei padri Barnabiti. Intensificò l’attività di pubblicista e collaborò con il Corriere d'Italia, Il popolo veneto di Padova, L'Avvenire d'Italia, Il Carroccio, Il Nuovo cittadino e La rivista pedagogica. Tenne conferenze, alcune delle quali furono pubblicate, al “Circolo di Cultura” di Bologna.

### La polemica in difesa dellaGnoseologia Puradi Giuseppe Zamboni e la rivista Criterion
Nel 1931 in difesa e sostegno a Giuseppe Zamboni iniziò una vivace polemica con l'Università Cattolica di Milano in particolare contro padre Agostino Gemelli, Francesco Olgiati e Amato Masnovo. Uno dei primi atti dello scontro filosofico fu la conferenza al Circolo di Cultura di Bologna su La filosofia scolastica in Italia nell'ora presente.  A cui seguì la risposta firmata da Olgiati. Nel 1932 Zamboni, il maestro e amico di Contri, fu espulso da Gemelli con il supporto di Olgiati e Masnovo, dall'Università Cattolica con la motivazione di allontanamento dall'ortodossia tomistica e con accusa di non conformità al Magistero della dottrina cattolica. Ad alcuni testi di Zamboni fu tolto l’imprimatur. Molti anni più tardi queste accuse sollevate a Zamboni risultarono errate e Zamboni fu riabilitato anche se tardivamente con la testimonianza di personalità quali Sofia Vanni Rovighi. Contri pubblicò la Lettera a S. Santità Pio XI sull'interpretazione di S. Tommaso in prosecuzione della lunga polemica contro i rappresentanti dell'Università Cattolica di Milano. Li accusò di mantenere una posizione chiusa a ogni proposta di rinnovamento del pensiero cattolico, mantenendolo ancorato ad un tomismo corretto, ma non più sufficiente ad interpretare le dinamiche innovazioni della società industriale e di dare un'adeguata interpretazione della storia. Contrì definì la posizione della Cattolica con il termine da lui coniato di “archeoscolastica”. La posizione “archeoscolastica” della Cattolica di Milano, di una conoscenza dell’ente indimostrata e a priori, era bersaglio di critiche da parte di filosofi cristiani e non che la ritenevano inadeguata nell’ambito del pensiero moderno. Contri sostenne che la dimostrazione della conoscenza dell’ente data dalla Gnoseologia Pura di Zamboni superava definitivamente tali critiche e ridava certezza dimostrata della conoscenza e dell’esistenza di Dio.
Sul giornale di Milano L'Ambrosiano, numeri 5, 8, 10, 15, 29, Contri accusò di plagio padre Agostino Gemelli per aver pubblicato nella monografia Il mio contributo alla filosofia neoscolastica (Milano, 1926) pagine già scritte da Desiré Mercier e da Maurice De Wulf, senza indicare le citazioni. Gemelli diede le dimissioni da rettore dell'Università Cattolica, ma rimase in carica. Successivamente a questo episodio, Contri fu licenziato come insegnante dal Liceo classico San Luigi dei padri Barnabiti di Bologna. Il professor Ferdinando Napoli, generale dei Barnabiti, cultore di scienze naturali, venne depennato dalla Pontificia Accademia delle Scienze, allora presieduta dal Gemelli. Venne dato ordine ai giornali cattolici di non pubblicare più articoli a firma di Siro Contri.
Nel 1933 Contri, continuando la difesa della dottrina del suo maestro Zamboni, fondò la rivista quadrimestrale di polemica e di dottrina neoscolastica “Criterion”. La rivista di cui Contri era il direttore responsabile fu pubblicata dal 1933 al 1941. Il confronto con l’Università Cattolica di Milano continuò negli anni successivi con relazioni a numerosi congressi di cui Contri diede resoconto sulla rivista.
Contri tornò all’insegnamento nel 1934 quando fu nominato titolare di cattedra, al liceo classico di Ivrea. Nel 1936 incontrò Irene Baggio con cui si unì in matrimonio e ebbe tre figli.

### LaGenesi fenomenologica della Logica hegeliana
Sulla rivista Criterion apparvero intanto i primi saggi del Contri sui suoi studi hegeliani che prelusero all'opera definitiva del '38, '39, '40: La Genesi fenomenologica della Logica hegeliana. L’opera fu pubblicata sulla rivista Criterion a capitoli a partire dal gennaio 1938 e l’ultima parte nel 1941.

### La compromissione con il Fascismo dal 1942 al 1945
Dal 1942 al 1945 Siro Contri partecipò attivamente agli organi culturali del fascismo e a frange cattoliche aderenti al partito fascista. Durante la svolta fascista, giudicata da alcuni autori” tardiva ed oggettivamente incomprensibile”, Contri scrisse su giornali quali Il Secolo Fascista, Quadrivio, Il Regime Fascista, Il meridiano di Roma e La Crociata Italica. Contri si avvalse della tribuna offerta da queste testate per promuovere i suoi studi filosofici e criticò filosoficamente un, da lui definito, pensiero ebraico negli scritti di Spinoza, Durkeheim e Bergson. Il 28 aprile 1942, presso la R. Università di Milano, tenne una lezione apertamente antisemita, successivamente pubblicata con il titolo "Pervertimenti giudaici nella filosofia" (ed. Criterion, Salsomaggiore). Dal 25 aprile 1945, dopo la guerra, per questa sua compromissione politica con il fascismo Contri fu sospeso dall’insegnamento.

### Lastoriosofia
Dal 1947 Contri riprese il ruolo di insegnante presso il Liceo classico Giuseppe Parini di Milano e tenne conferenze su studi hegeliani e biblici. Nel 1948 sorse una disputa con Giuseppe Zamboni in seguito all'articolo Il campo della gnoseologia, il campo della storiosofia, Verona, 1948, in risposta alla pubblicazione del Contri Dallo storicismo alla storiosofia, Verona, Albarelli, 1947. Il carteggio Controversia Zamboni-Contri è conservato presso la Biblioteca Capitolare di Verona.
Nel 1952 fu docente in Storia della filosofia all'Università di Milano. Prese parte attiva a congressi tomistici internazionali e a congressi rosminiani.
Dal 1957 partecipò attivamente alla “Missione di Milano”, lanciata dall’allora arcivescovo di Milano, Giovanni Battista Montini.
Come riconoscimenti ai suoi studi nel 1958 conseguì alcuni premi, fra i quali uno indetto dall'Angelicum sul tema “Quid est veritas”, e una segnalazione all'Accademia dei Lincei per l'opera: Punti di trascendenza nell'immanentismo hegeliano, Milano, LSU, 1955.
Nel 1968 andò in pensione. Morì a Pegli nel gennaio del 1969.

## Pensiero

### L'adesione alla gnoseologia di Giuseppe Zamboni
Siro Contri fu discepolo e, secondo Gaetano Peretti, geniale continuatore di Giuseppe Zamboni. Contri così potrebbe definire la situazione filosofica di oggi: "Il mondo del pensiero, perduta la bussola non teologica d'orientamento, è costituito da una miriade di metafisiche che cozzano le une contro le altre tanto da definirsi heghelianicamente come il divenire in sé, che è puro fenomenismo."
A tale fenomenismo corrispondono molteplici fenomenologie. Per esempio quella di Martin Heidegger, afferma: "il reale è un solo, una totalità onniafferrante (Hegel direbbe begriff), tanto come essere quanto come niente". Anche Heidegger poi tenta la via della salvezza ammettendo la realtà del mondo esterno come di un che, che resiste al soggetto, ponendosi nel solco del pensiero di Zamboni. In questo modo Heidegger ha toccato "il problema che si volle e che si vuole eludere: la realtà del mondo esterno. Esistono queste realtà, come la mia realtà, indipendentemente dal pensarle?"
Per dare risposta a questo interrogativo cruciale, secondo Siro Contri è necessaria la gnoseologia pura di Giuseppe Zamboni.
Il filosofo veronese Giuseppe Zamboni, secondo Contri, scoprì la risoluzione definitiva del problema della certezza della conoscenza umana, con la fondazione della gnoseologia pura. Essa permise di risolvere il problema dell'esistenza di Dio, riavvalorando criticamente le cinque vie della dimostrazione di San Tommaso d'Aquino. Sono meriti del metodo filosofico di Zamboni il poter affermare "la sostanzialità del mio io personale, la mia realtà individua e dimostrare l'esistenza di Dio, trascendente, personale".
Il metodo zamboniano distingue gli elementi della conoscenza umana tra sensazioni, che sono sempre oggettive, e stati d'animo e tra questi "quello stato d'animo che è anche atto: l'attenzione". Gli stati d'animo sono sempre soggettivi. Nel tentativo di fare una descrizione sintetica del metodo zamboniano Gaetano Peretti così scrisse: Zamboni "riesce a cogliere la realtà del proprio io, nei suoi atti e stati. Essi sono reali, perché immediatamente presenti all'io, e se sono reali gli accidenti dell'io, perché essi sono modo di essere dell'io, reale è l'io, come sostanza, cui essi ineriscono. Perciò dall'immediata certezza della realtà degli accidenti di un ente si giunge alla certezza della realtà sostanziale dell'io."

### La critica alla posizione della neoscolastica di Gemelli, Olgiati e Masnovo sulla conoscenza indimostrata dell'ente e la soluzione tramite la gnoseologia pura di Zamboni
La descrizione di Peretti, continua affrontando il tema della dimostrazione della realtà dell'ente:" Si fonda così nell'esperienza immediata ed integrale il concetto di ente, che non è più necessario assumere acriticamente, come qualcosa di razionalmente immediato, pena l'impossibilità di una logica razionale. L'assunzione acritica del concetto di ente è propria del neotomismo dell'Università Cattolica, che in un suo autore, Amato Masnovo, perviene alla sua massima teorizzazione nel "mio hic et nunc diveniente atto di pensiero". Ma con questo l'ente è solo pensato e ammesso acriticamente come pensiero, è un presupposto, mentre nella gnoseologia zamboniana è il risultato di un processo di astrazione, che deriva da una realtà immediatamente presente all'autocoscienza dell'io, che non ha la natura del pensiero, non è pensiero essa stessa, ma qualcosa di diverso. Si può pertanto uscire dalla formula logica della ragion sufficiente, che è sempre e comunque razionalista e riduce al razionalismo anche il neotomismo. Nell'ambito dell'esperienza immediata ed integrale si scopre invece non la ragion sufficiente, ma la sufficienza ad esistere o no. E la fondazione ed il ripensamento delle prove dell'esistenza di Dio, e in particolare della terza via tomistica, diventano inoppugnabili. Nessuno più può dubitare dell'esistenza del sufficiente ad esistere, che è Dio."
Secondo Peretti la fondazione gnoseologica della metafisica è il più grande merito di Giuseppe Zamboni.
L'ambiente filosofico dell'Università Cattolica non accettò la gnoseologia zamboniana e fondò la metafisica sul concetto di ente, assunto acriticamente, come un presupposto indimostrabile. Esso finì per identificarsi con l'ente di ragione, non sfuggendo all'insidia hegeliana, che lo aveva dialettizzato sia come essenza che come esistenza. La dialettica negativa di Hegel produsse ben presto nella corrente neotomista di Milano (ma anche in altre università cattoliche) i suoi effetti devastanti. Siro Contri, aveva messo in guardia i neotomisti dalla fraus hegeliana, che si svela nell'antitesi come negazione.

### La critica alla logica di Hegel e la storiosofia
Seguendo la metodologia gnoseologica zamboniana, Siro Contri ha affrontato Hegel, il "padre del fenomenismo" compiendo una minuziosa e sistematica analisi della fenomenologia hegeliana. Dopo averle individuate ha messo in rilievo le incongruenze gnoseologiche e perciò metodologiche degli scritti e del pensiero di Hegel, che sfocia nella concezione della realtà come vita dell'idea, presentandola "come uno svolgimento dialettico del begiff, come qualche cosa che non mai in sé, ma diviene eternamente in sé e per sé".
Contri resa evidente questa impostazione, anima del fenomenismo, e scoperta nella deficienza gnoseologica e pertanto metodologica, derivata dall'impostazione razionalista ed empirista che al fondo dello stesso criticismo, rovescia l'immanentismo hegeliano, che si gli scopre non più come mondo di idee, ma di realtà, di cui ognuna è altro del suo altro, in un ordito cosmologico, di cui la storia dell'uomo rappresenta l'essenza. Ed ecco la storiosofia contriana, che reclama, al posto dell'immanentismo gnoseologicamente insostenibile, la trascendenza della trama di questo ordito, che a questo punto in sé e per sé non può più essere spiegato (si ricordi che l'anima della spiegazione hegeliana è la "negazione"!). Tale trascendenza prova l'esistenza di un Dio trascendente, che ha concepito la trama creando le realtà ordito di questa trama, di realtà in reciproca relazione, in cui non c'è membro che sia fermo. In questo ordine si risolvono in modo nuovo i rapporti tra le realtà, e per esempio tra l'anima e il corpo, superando così gli scogli di una spinosa questione di eredità aristotelica, di grande importanza anche oggi, in cui le realtà terrene e spirituali non trovano la sintesi equilibratrice.
La storiosofia contriana rappresenta uno sviluppo realizzato da Contri del metodo di Zamboni, considerandolo la via per rinnovare tutta la filosofia "poiché esso non è storicismo filosofico, non è naturalismo, è anti positivistico, non è speculazione, ma metodo appunto, (metodo) che da secoli la filosofia europea ha cercato, perdendolo oggi nella disperazione del momento."

## Opere
- Il problema della verità in San Tommaso d'Aquino: passi scelti dalla Somma Teologica e da altre opere tomistiche con introduzione, inquadramento e interpretazione del dott. Siro Contri, Torino, SEI, 1925
- Aspetti caratteristici di gnoseologia pura, Bologna, L.Cappelli, 1927
- Verso l'armonia del pensiero, Bologna, 1927
- Il tomismo e il pensiero moderno secondo le recenti parole del Pontefice, Bologna, Coop. tipografica Azzoguidi, 1927
- Sintesi di gnoseologia pura, Bologna, Coop. tipografica Azzoguidi, 1927
- L'A.B.C. della filosofia del bello, Firenze, Libreria Editrice Fiorentina, 1929
- La filosofia scolastica in Italia nell'era presente, op. I, Bologna, Cuppini, 1931
- La filosofia scolastica nell'era presente (dedicata a Giulio Canella), op. II, Bologna, ed. Galleri, 1931
- Piccola enciclopedia filosofica: sintesi organica elementare di filosofia dell'ente e del pensiero, Bologna, C. Galleri, 1931
- Lettera a S. Santità Papa Pio XI sull'interpretazione di S. Tommaso, Bologna, Stab. tip. Felsineo, 1932
- Un confronto istruttivo: Mercier, Gemelli, De Wulf ed altri ancora, Bologna, C. Galleri, 1932
- Pane al pane: riassunto d'una situazione, Bologna, Costantino Galleri, 1932
- Filosofia e Cattolicesimo: neoscolastici e archeoscolastici, sulla rivista Italia letteraria, 24 aprile 1932.
- Alla ricerca del segreto di Hegel, Bologna, La Grafolito, 1933
- Pedagogia mussoliniana: dai discorsi del duce, Bologna, La Diana scolastica, 1933
- Giuseppe Zamboni e la sua gnoseologia pura di A. Hilckmann. Il segreto di Hegel, Bologna, Stabilimento Tipografico Felsineo, 1934
- Riassunto della mia interpretazione di Hegel, Ivrea, ed. Criterion, 1935.
- La genesi fenomenologica della logica hegeliana, I volume, Bologna, ed.Criterion, 1938
- Ambrogino o della neoscolastica, dialogo filosofico,  Bologna, 1939
- La soluzione del nodo centrale della filosofia della storia, Bologna, Criterion, 1940
- Complementi di storiosofia, Bologna, Criterion, 1941
- Punti di storiosofia, Bologna, Criterion, 1941
- Lettera a S.S. Pio XII sulla filosofia della storia, Bologna, Criterion, 1942
- Il Reiner Begriff (=concetto puro) hegeliano ed una recensione gesuitica, Bologna, Criterion, 1942
- Pervertimenti giudaici nella filosofia, Salsomaggiore, Criterion, 1942
- La genesi fenomenologica della logica hegeliana, Salsomaggiore, Criterion, 1942
- Dallo storicismo alla storiosofia. Lettura prima, Verona, Albarelli, 1947
- I tre chiasmi della storia del pensiero filosofico.  Inquadratura unitotale della controversia sulla storiosofia, Milano, ed. Criterion, 1949
- L'attualità del Rosmini, Domodossola, La cartografica C. Antonioli, 1949
- L'ispirazione divina della S. Scrittura secondo l'interpretazione storiosofica, Milano, Criterion, 1950
- La sapienza di Salomone, Milano, ed. Criterion, 1950
- La riforma della metafisica, Milano, ed. Criterion, 1951.
- L'attualità della filosofia medioevale.  Raggiungere la forma nuova, Fiera Letteraria, 5 agosto 1951.
- Punti di trascendenza nell'immanentismo hegeliano, alla luce della momentalità storiosofica, Milano, Libreria Editrice Scientifico Universitaria, 1954
- Il pensiero filosofico di Rosmini, Milano, Centro di cultura religiosa, 1955
- Posizioni dello spiritualismo cristiano : La dottrina della poieticità in un quadro rosminiano, Domodossola, Tip. La cartografica C. Antonioli, 1957
- Assiologia ed estetica, Theorein, n. 2, 1956.
- Posizione dello spiritualismo cristiano. La dottrina della poieticità, in un quadro rosminiano, Rivista rosminiana, n. 1, 1957.
- Heidegger in una luce rosminiana: la favola di Igino e il sentimento fondamentale, Domodossola, La cartografica, 1958
- Missione di Milano. Chiosa storico-filosofica, Ragguaglio,  1958
- Heidegger in una luce rosminiana, Rivista rosminiana,  1958
- La coscienza infelice nella filosofia hegeliana, Palermo, Manfredi, 1961
- Husserl edito e Husserl inedito, Palermo, Manfredi, 1961
- Kierkegaard: profeta laico dell'interiorità umana. Saggi di una poetica vichiana, Milano, Il ragguaglio librario, 1962
- La fenomenologia dello spirito di G. Hegel, Rivista rosminiana, n.1, 1962.
- L'unità del pensiero filosofico, Sapienza, n. 5-6, 1962
- Il pluralismo filosofico nell'ambito di una concezione cristiana, Sapienza, n. 3, 1965
- In margine al centenario dantesco, Sapienza, n. 4, 1965
- La negazione come principio metodologico di unificazione speculativa, Theorein, n. 2-3, 1967
- Vita e pensiero di Hegel, Rivista rosminiana, n. 1, 1967
- Possibilità di un accordo tra la dottrina rosminiana del sentimento fondamentale e le concezioni moderne sull'inconscio, Rivista rosminiana, n. 2, 1968
- Morale e religione nella Fenomenologia dello spirito di G. Hegel, Palermo, Mori, 1968
- Parallelo tra Hegel e Rosmini, Palermo, Mori, 1970  (postumo)
- Metafisica e storia, Palermo, Mori, 1970 (postumo).
- Il sofisma di Hegel, a cura di Siro Contri e con due saggi di Irene Baggio, Milano, Jaca book, 1989 (postumo).

## Letteratura su Siro Contri
- Olgiati E., Il caso Contri, in Rivista di Filosofia neoscolastica, p. 271, maggio-giugno 1931
- Bizzarri R., Gnoseologia e pedagogia in alcuni scrittori contemporanei, Milano, estratto da Rivista di filosofia neoscolastica, 1932-34
- Zamboni G., Lettera sulla collaborazione e sulle coincidenze, Verona, 5 maggio 1941
- Zamboni G., Il campo della gnoseologia, il campo della storiosofia, Verona, 1948
- G.R., Lo spirito delle lingue semitiche, Aevum, Milano, gennaio, febbraio 1956.
- Scarlato G., La riforma della metafisica, Idea, Roma, 5 agosto 1956
- Il Merito, annuario dei premi e dei premiati d'Italia, Siro Contri, pp. 509, 1958
- Demetrio da Crema, La questione del mondo esterno nella filosofia di G. Zamboni, Milano, Centro di Studi Cappuccini Lombardi, 1965
- Tosi G., Ricordo del prof. S. Contri, Note mazziane,  n. 1, 87, 1969
- Nicolaci G. , La propedeutica metafisica hegeliana al problema del pensare e la lettura rosminiana di S. Contri, Theorein, Palermo, anno VI, 1969
- Peretti G., S. Contri tra gnoseologia e storiosofia, in Theorein , n. 2, pp. 65 e ss, 1969
- Peretti G., In ricordo di Siro Contri , in L'Arena, 26 gennaio 1969
- Giunta P., Punti di trascendenza in S. Contri, in Sophia, gennaio-giugno 1972
- Scalabiella S., S. Contri contestò la teologia, in Tribuna politica, 25 marzo 1973
- Marcolungo F. L., Metafisica e Storia, in Verona Fedele, 24 novembre 1974
- Peretti G., Mons. Zamboni a cent'anni dalla nascita, Verona Fedele, 12 ottobre 1975
- Dordoni A., Crociata Italica, Fascismo e religione nella Repubblica di Salò, Milano, Sugar, 1976
- Baggio I., Temi e fonti della filosofia del Contri, in Rivista rosminiana, fasc. II, 1981
- Baggio I., Contri e la Neoscolastica, in Rivista rosminiana, fasc. II, 1983

### Recensioni
- Redanò U., Italia che scrive, Roma, febbraio 1955.
- Repetto T., Il secolo XIX, Genova, 16 marzo 1955.
- Peretti G., Bollettino trimestrale Don Nicola Mazza, Verona, aprile 1955
- Ciravegna M., estratto da Nuova rivista storica, fase. I, 1955
- Peretti M., Giornale di metafisica,  Genova,  luglio-settembre 1955
- Declou S.J., Revue Philosophique de Louvain, pp. 440–444, agosto 1955
- Raimondi P., Corriere della Liguria, 19 marzo 1955
- Amerio F., Humanitas, marzo 1956
- Scarlata G., Sophia, Roma, luglio-dicembre 1965
- Coccia A., OFM. Como, estratto dalla rivista Miscellanea francescana, Roma. Vol. 60 fase. 3-4, pp. 436–38, 1969
- Peretti M., Rassegna di pedagogia, pp. 244–47, luglio-dicembre 1971
- Miscellanea Francescana, Roma, fase. 3-4, pp. 483–86, 1971
- Agosti V., Humanitas, giugno 1972
- Amerio F., Pontificio Ateneo Salesiano, 2 luglio 1972.
- Ferrero G., Giornale di metafisica, dicembre 1972